# بول كاديس
بول كاديس (بالإنجليزية: Paul Caddis)‏ (19 أبريل 1988 في المملكة المتحدة - ) هو لاعب كرة قدم بريطاني في مركز الدفاع. شارك مع منتخب اسكتلندا تحت 19 سنة لكرة القدم ومنتخب اسكتلندا تحت 21 سنة لكرة القدم ومنتخب اسكتلندا لكرة القدم. أما مع النوادي، فقد لعب مع برمنغهام سيتي ودندي يونايتد وسويندون تاون ونادي سلتيك.

## مسيرته الكروية
لعب بول كاديس خلال مسيرته الاحترافية مع 7 أندية في خمسة عشر موسمًا وسجل خلالها 21 هدفًا ضمن 327 مباراة. ولم يفز بأي موسم بالكأس وفاز في موسم واحد بالدوري.
خاض بول كاديس مسيرته مع نادي سلتيك في موسم 2007–08 في المرة الأولى ولمدة موسمين ثم في موسم 2009–10 لمدة موسم واحد، مشاركًا طوالها في 17 مباراة ولم يسجل أي هدف. ثم انتقل إلى نادي دندي يونايتد في موسم 2008–09 لمدة موسم واحد، حيث شارك في 11 مباراة ولم يسجل أي هدف أيضًا. لينتقل بعدها إلى نادي سويندون تاون في موسم 2010–11 في المرة الأولى ولمدة موسمين ثم في موسم 2019–20 لمدة موسم واحد، مشاركًا طوالها في 96 مباراة سجل خلالها 5 أهداف. ثم انتقل إلى نادي برمنغهام سيتي في موسم 2012–13 ليلعب معه خمسة مواسم، مشاركًا في 149 مباراة سجل خلالها 15 هدفًا. هذا وانتقل لاحقًا إلى نادي بوري في موسم 2016–17 لمدة موسم واحد، مشاركًا في 13 مباراة ولم يسجل أي هدف. ثم انتقل بعدها إلى نادي بلاكبيرن روفرز في موسم 2017–18 لمدة موسم واحد، مشاركًا في 14 مباراة ولم يسجل أي هدف أيضًا. ليعود وينتقل من جديد، لكن هذه المرة إلى نادي برادفورد سيتي في موسم 2018–19 لمدة موسم واحد، مشاركًا في 27 مباراة سجل خلالها هدفًا واحدًا.

## وصلات خارجية
- بول كاديس على موقع قاعدة بيانات كرة القدم.إي يو (الإنجليزية)
- بول كاديس على موقع ناشيونال فوتبول تيمز (الإنجليزية)
- بول كاديس على موقع Soccerbase.com (لاعب) (الإنجليزية)
- بول كاديس على موقع Soccerway.com (الإنجليزية)
- بول كاديس على موقع عالم كرة القدم.نت (الإنجليزية)